# قسم شمس أباد الريفي (مقاطعة أراك)
قسم شمس أباد الريفي (بالفارسية: دهستان شمس‌آباد) هي قسم تقع في إيران في قسم. يقدر عدد سكانها بـ 6,004 نسمة .